# Austrorhynchus calcareus
Austrorhynchus calcareus är en plattmaskart som beskrevs av Tor Karling 1977. Austrorhynchus calcareus ingår i släktet Austrorhynchus och familjen Polycystididae. Inga underarter finns listade i Catalogue of Life.